# 김현아 (음악가)

김현아(1970년 9월 7일 ~)은 대한민국의 여자 가수이다.

## 학력
- 단국대학교 대중문화예술대학원 공연예술학과 (졸업)

## 수상
- 제12회 멜론뮤직어워드 세션상 코러스부문
- 2017년 대중문화예술 제작스태프 대상 한국콘텐츠진흥원장상
- 제1회 가온차트 K-POP 어워드 올해의 실연자상 코러스부문

## 경력
- 서경대학교 실용음악과 교수
- 그룹 '여행스케치' 1기 멤버